# 日光白根山

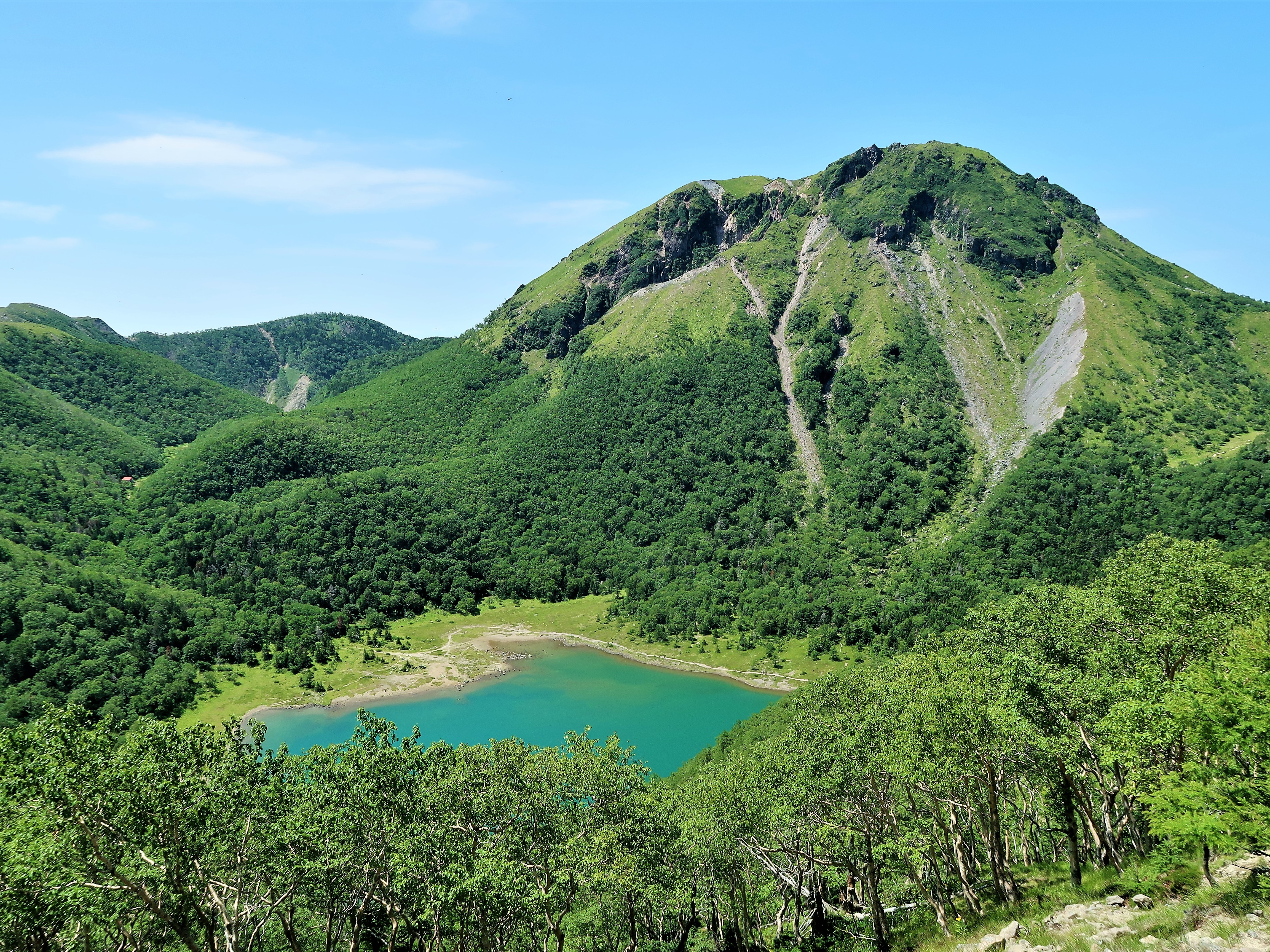
五色山から望む五色沼と日光白根山

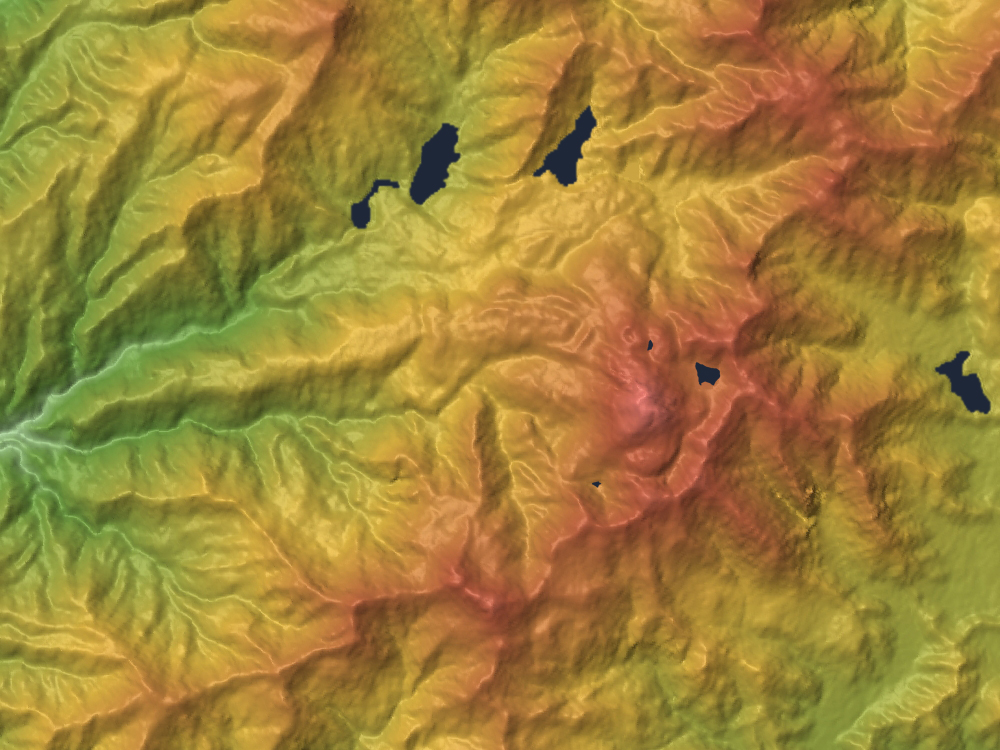
日光白根火山の地形図
左へ延びる長い尾根は溶岩流によるもの

日光白根山（にっこうしらねさん）は、栃木県日光市と群馬県利根郡片品村の境界にある標高2,578mの山。
日光火山群の北西端にある活火山で、西方への溶岩流の上に主峰・奥白根（おくしらね）などの溶岩ドームが形成されている。深田久弥の日本百名山の一つで、火山噴火予知連絡会によって火山防災のために監視・観測体制の充実等の必要がある火山に選定されている。日本国内では北関東以北で最高峰の山かつ、中部地方に属さない山としても最高峰である。

## 概要
『白根山』とは、古来より峯が雪で白く染まる様を形容した名称であるため、同名の山が日本各地にあり、その他の白根山と区別するため日光白根山と呼ばれるが、国土地理院発行の5万分の1地形図『男体山』には白根山とのみ記載されている。
日光白根山は白根火山群の各山々（新第三紀火山）に周囲を囲まれており、また一年を通して雲に隠れていることが多く、関東地方からは日光連山の稜線上に、奥白根山頂部のドーム状（第四紀火山）の突起物が載っている程度にしか見えない。冬季、天候条件が整えば黒い山肌に雪を纏う日光表連山の山々に比し雪に覆われてひときわ白い山体を現す。
白根火山群周辺には五色沼や湯ノ湖、湯滝、戦場ヶ原、小田代ヶ原など自然の造形物が在り、また貴重な高山植物の植生も見られるため、山域は日光国立公園に指定され保護されている。しかしながら、この山に多く自生することから名付けられた植物のシラネアオイも現在ではほとんど見ることはできず、また周辺山域には立ち枯れが多く見られ、その原因を首都圏からの大気汚染物質の飛来とする研究もあるなど、自然環境の変化が進んでいる。

## 形成と火山活動
日光白根山は日光火山群のうち唯一歴史時代の噴火記録の残っている火山である。日光白根山の火山活動は約2万年前に始まり、いずれも山頂付近、座禅山付近、血の池地獄付近の3箇所の噴出口からの厚い溶岩流や溶岩円頂丘によって形成された。火砕流堆積物を伴うこともあるが爆発的噴火は記録されていない。約6,000年前以降、周辺に堆積物を残す噴火は6回以上あったと考えられている。マグマ噴火は2,400年前を最後に発生しておらず、以後はすべて水蒸気噴火である。

### 有史以降の主な活動
9世紀の噴火を記録したとされる文献の記述はは直接的な噴火記録ではない為、噴火として扱われない。また、1625年の噴火は資料の誤記が原因で実際に噴火は無かった。
- 1649年（慶安2年） - マグマ水蒸気噴火？[4]。火砕物降下。山頂火口で噴火[4][5]。降灰多量、直径約200m 深さ約10mの新火口を生成。頂上の神社全壊。火山爆発指数:VEI 2[6]。VEI=3、噴火マグニチュード 3.4-3.6[4]
- 1872年（明治5年）5月14日 - 水蒸気噴火？。南西斜面中腹で噴火、南西斜面の中腹に直径200mを越える火口生成、噴煙[1]。
- 1873年（明治6年）3月12日 - 水蒸気噴火？。火砕物降下。噴火場所不明[6]。
- 1889年（明治22年）12月4日 - 水蒸気噴火？。火砕物降下。白根山西斜面の小川村に面した旧火口で噴火[6]。
- 1952年（昭和27年）7 - 9月 - 噴煙と鳴動[6]。小規模な水蒸気噴火とみられている[1]。
- 1993-1995年（平成5 - 7年）7月から翌々年9月 - 地震と火山性微動。中禅寺湖付近で微小地震活動が、山頂直下で微小地震・微動活動が活発化[6]。
- 2001年（平成13年）3月31日～4月初旬 - 日光白根山の北西部から北東部（深さ5km未満）で地震活動[1]。
- 2011年（平成23年）3月から - 地震が起きた。東北地方太平洋沖地震以降、西側及び北西側へ約5km付近と、東側から南東側へ約5 - 10km付近で地震活動が活発化[6]。

### 火山活動の特徴
日光白根山の噴火様式には水蒸気噴火とマグマ噴火があるが、積雪期にマグマ噴火が発生した場合には融雪型火山泥流を誘発する可能性が指摘されている。

## 登山
登山口は栃木県側には湯元温泉登山口（日光湯元温泉）や金精峠登山口、群馬県側には菅沼登山口や日光白根山ロープウェーの山頂駅登山口がある。
山頂に至る主な登山道は、湯元温泉登山口から外山尾根・天狗平・前白根山を経由するもの、菅沼登山口から弥陀ガ池を経由するもの、金精峠登山口から五色山・弥陀ガ池を経由するものなどがある。また、麓の丸沼から日光白根山ロープウェーで標高2,000m付近まで行けるようになり山頂駅からも登れるようになった。
避難小屋は栃木県側に五色沼避難小屋、群馬県側に七色平避難小屋がある。

### 主な事故・遭難
- 1969年12月26日 - 天狗平付近で雪崩が発生。雪崩に巻き込まれた群馬工業高等専門学校のパーティーを救助するため、付近にいた玉川大学のワンダーフォーゲル部が現場に立ち入ったところ、再び雪崩が発生して二重遭難となった。3人が死亡、2人が重軽傷[7][8]。

## 山岳信仰
江戸期から明治にかけて、上州では奥白根山を『荒山権現』として祀り、信仰登山の対象となっていたと云われるが、その遺跡は皆無である。現在、そのルートは日光白根山ロープウェー経由の道に比較的近く、当時の信仰登山に纏わる地名が地図上にのみ見える。
現在は、前白根山山頂に前白根山神社、奥白根山山頂に奥白根山神社がある。

## 日光白根山由来の植物
日光白根山が基準産地となるなど、和名の名前の由来となっている植物に、次のようなものがある。
- シラネアオイ（キンポウゲ科シラネアオイ属）
- シラネニンジン（セリ科シラネニンジン属）
- シラネセンキュウ（セリ科シシウド属）
- シラネアザミ（キク科トウヒレン属）
- シラネニガナ（キク科ニガナ属）

## 参考画像

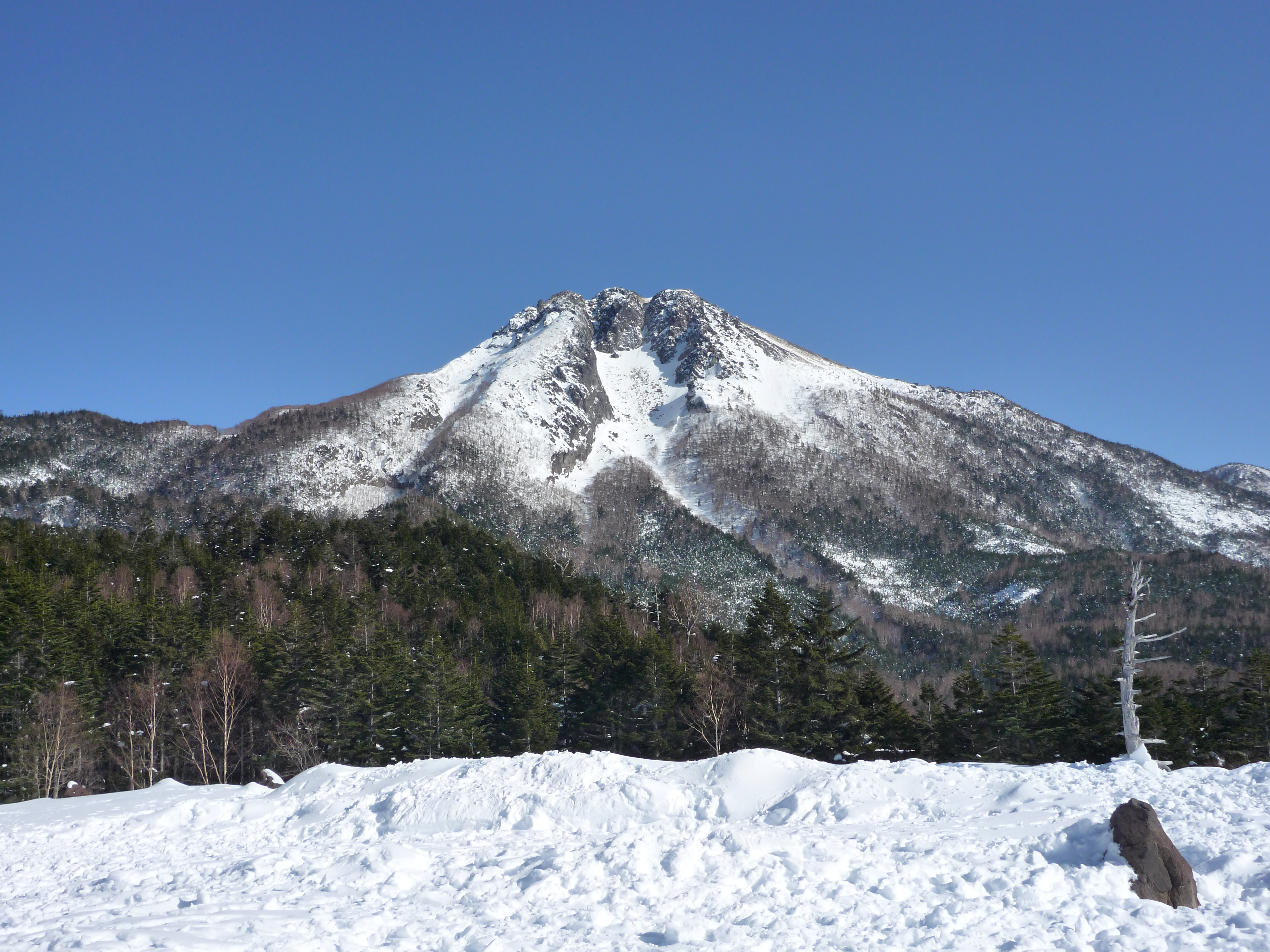
ロープウェイ山頂駅から望む日光白根山
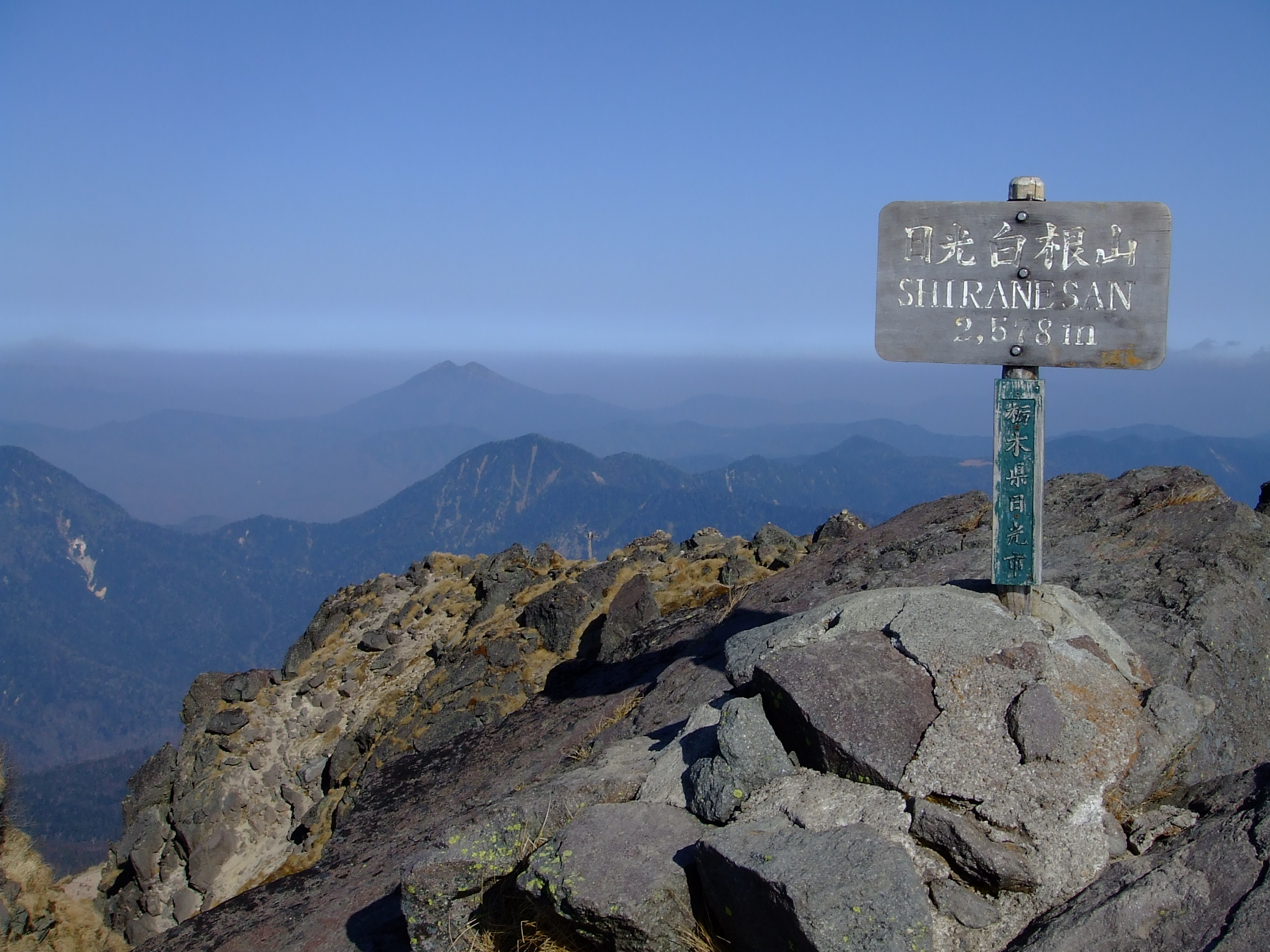
日光白根山の頂上
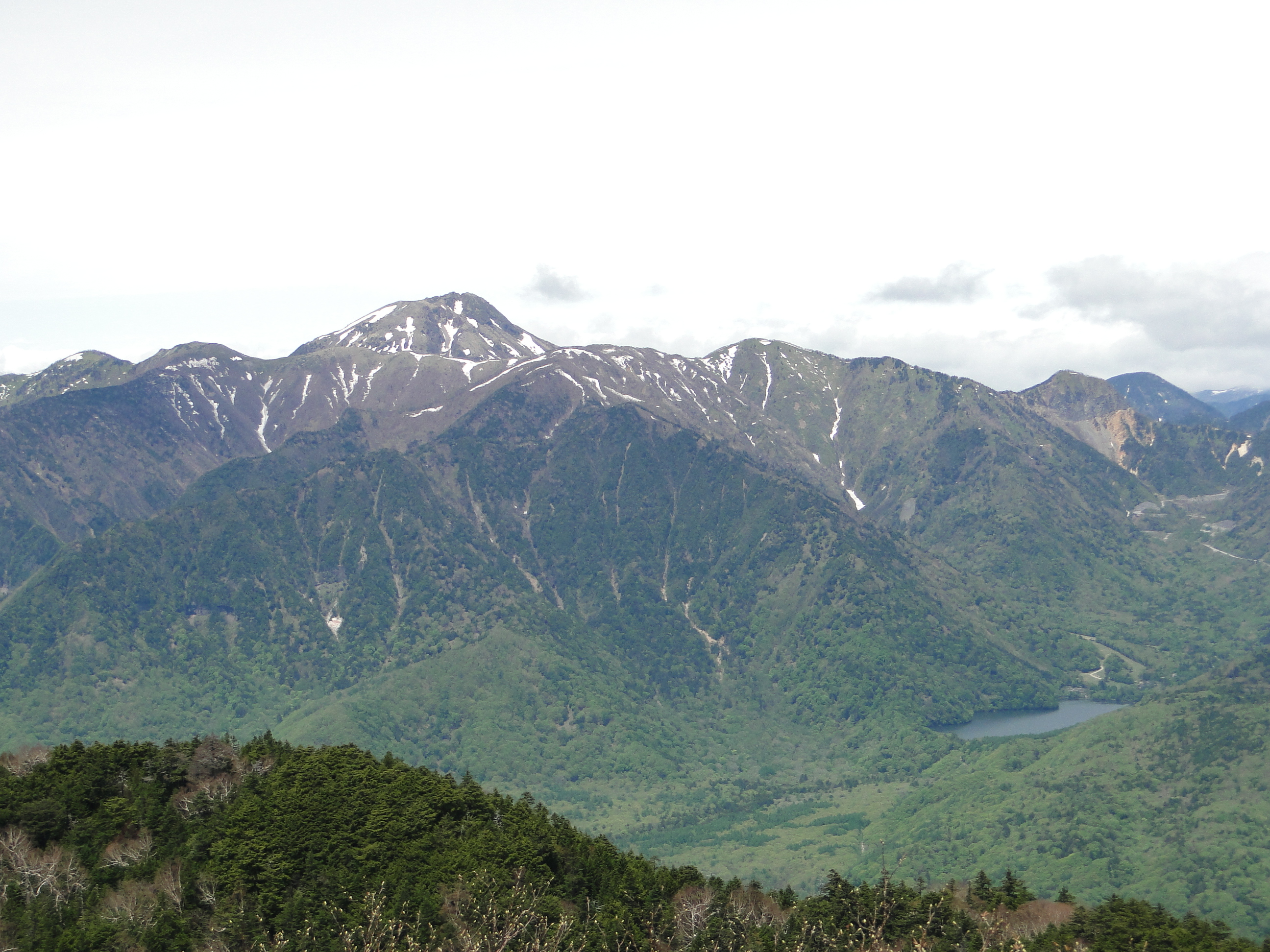
日光男体山から望む日光白根山
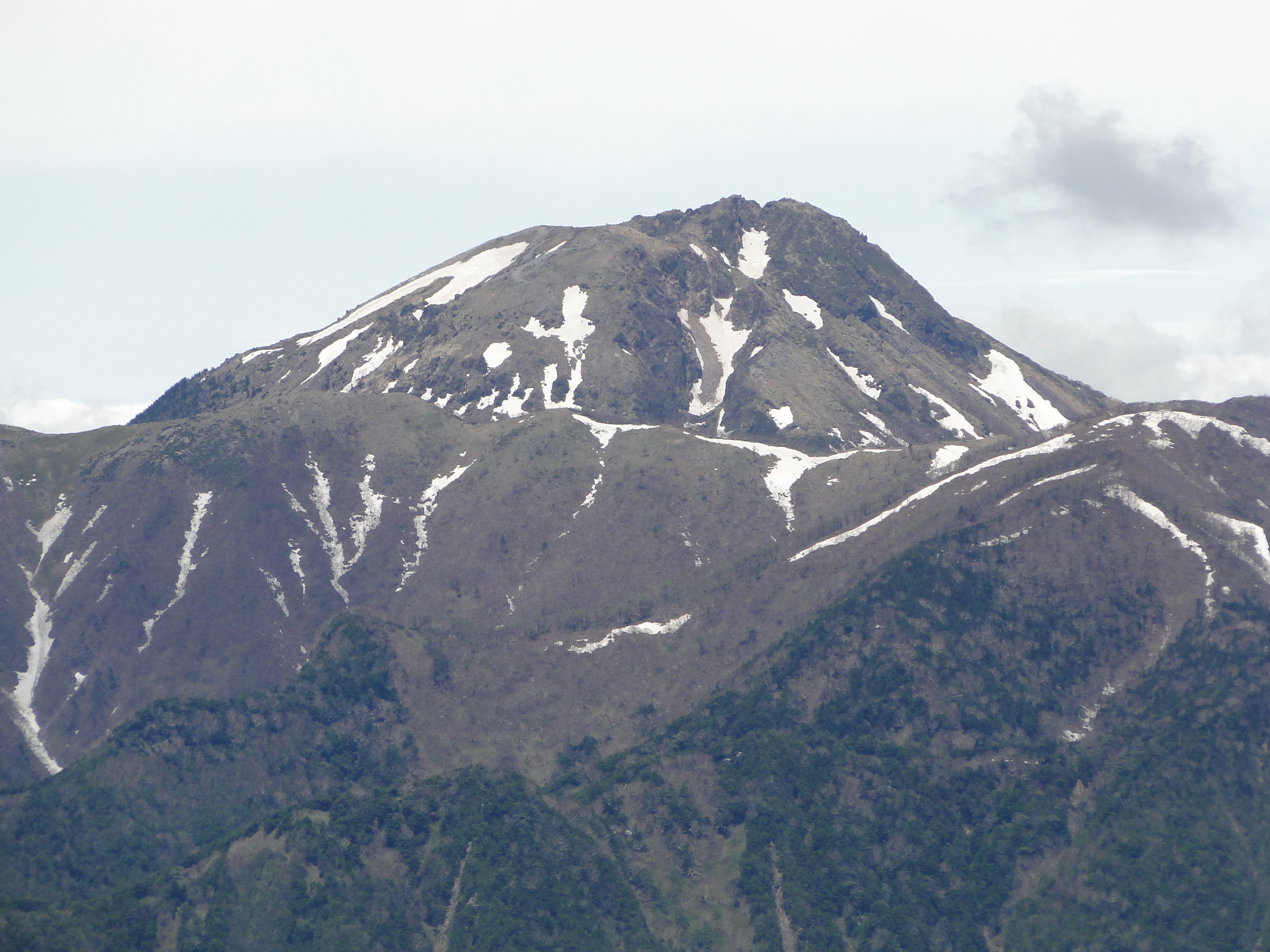
日光男体山から望む日光白根山

## 周辺
- 日光湯元温泉
- 戦場ヶ原
- 金精峠
- 金精道路
- 丸沼・菅沼・大尻沼